# St. Markus (Marxzell)

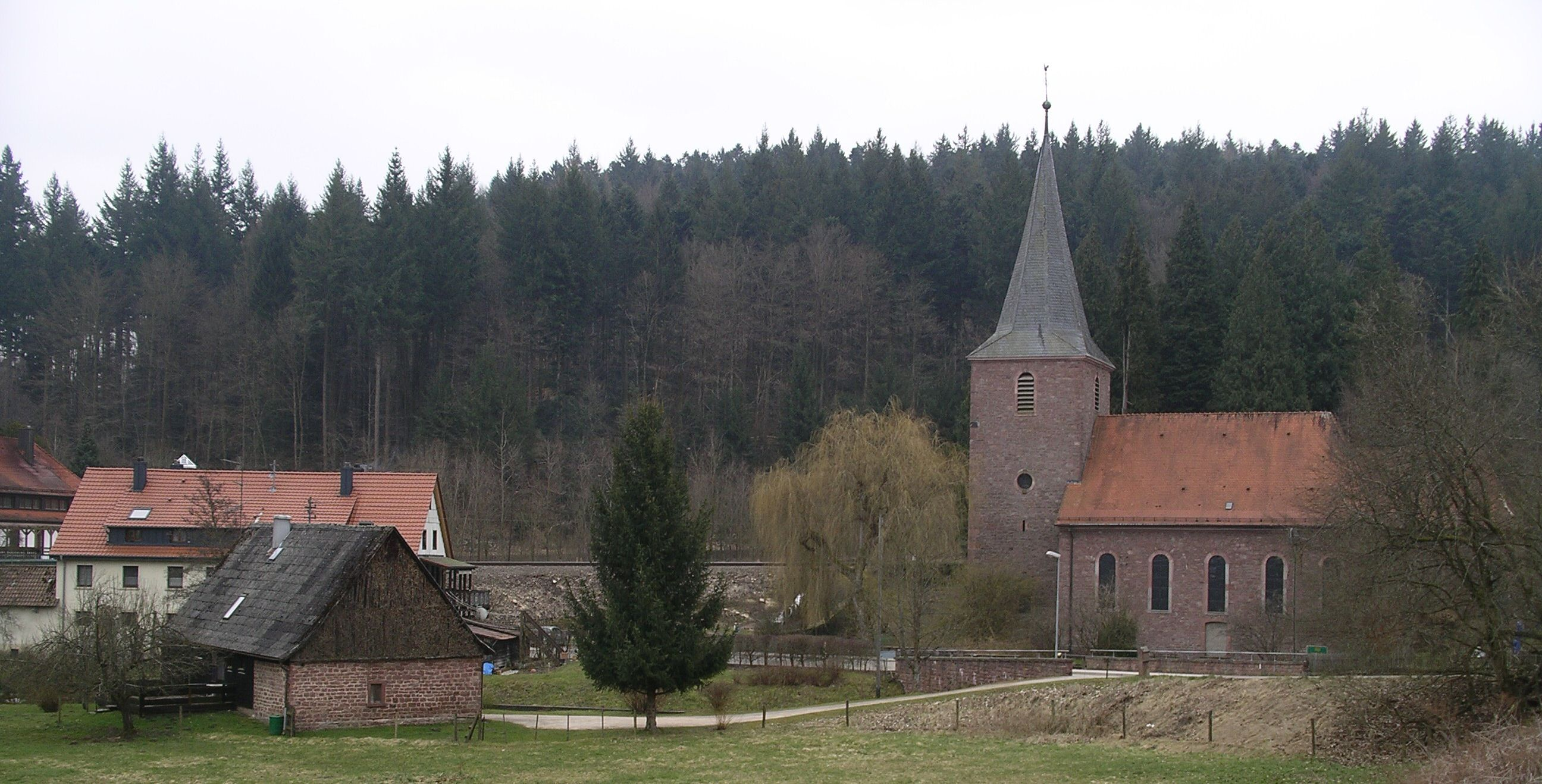
St. Markus in Marxzell

Die römisch-katholische Filialkirche St. Markus steht in Marxzell, einer Gemeinde im Landkreis Karlsruhe in Baden-Württemberg. Das Bauwerk ist beim Landesamt für Denkmalpflege Baden-Württemberg als Baudenkmal eingetragen. Die Kirchengemeinde gehört zum Dekanat Karlsruhe des Erzbistums Freiburg.

## Beschreibung
Die Saalkirche besteht aus einem 1782 gebauten Langhaus, einem eingezogenen, dreiseitig geschlossenen Chor im Westen und einem Kirchturm im Osten, einem ehemaligen Chorturm, dessen Erdgeschoss als Vestibül dient. Im obersten, mit einem achtseitigen Knickhelm abgeschlossenen Geschoss des Kirchturms befindet sich der Glockenstuhl mit vier Kirchenglocken.
Zur Kirchenausstattung gehört der um 1790 gebaute Hochaltar. Vor einer Mensa in Form eines Sarkophages befindet sich ein Tabernakel mit einem Relief, das Elija darstellt.